# Tsipouro

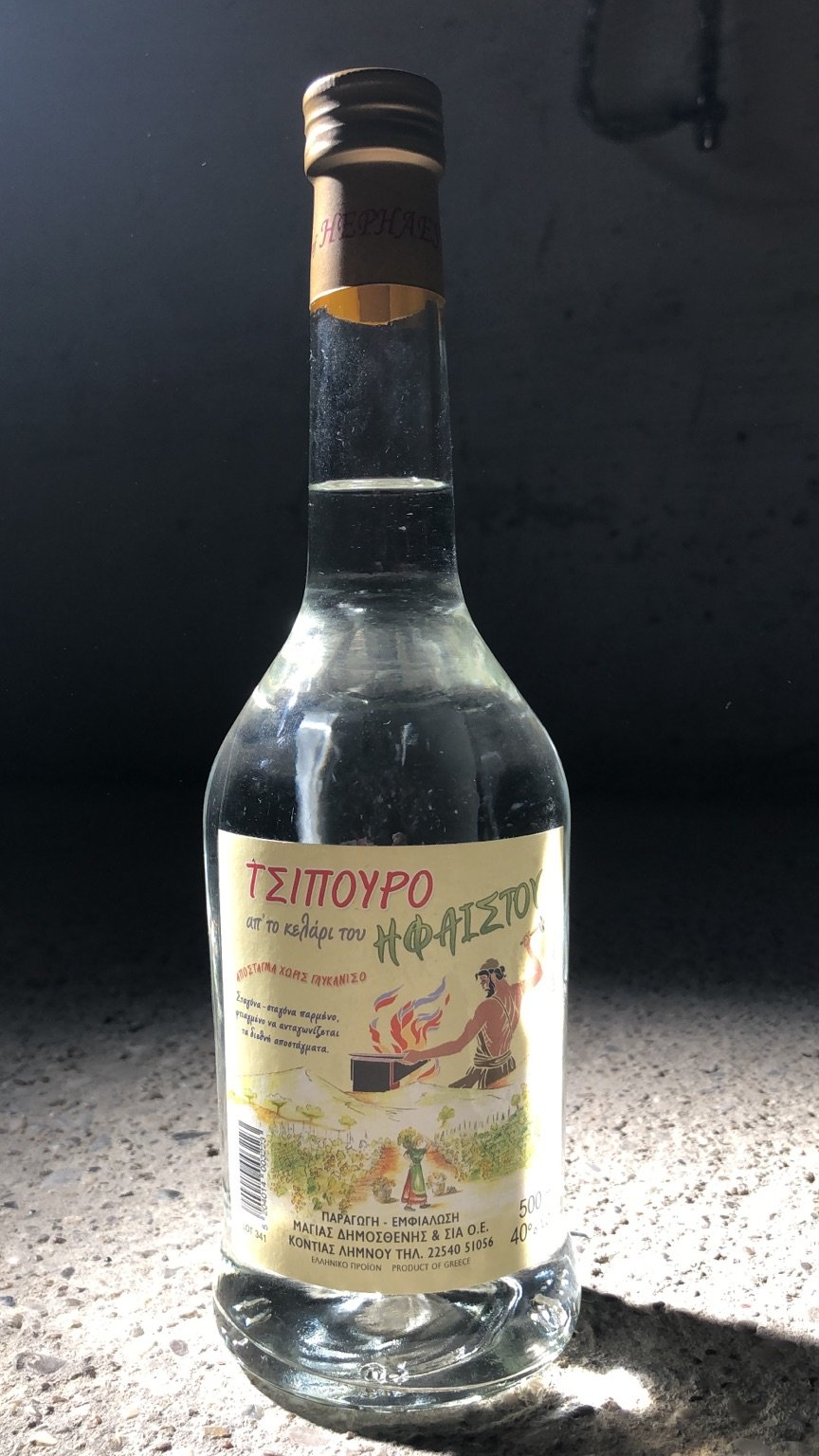
Flasche Tsipouro

Tsipouro (griechisch τσίπουρο) ist ein traditioneller griechischer Tresterbrand aus der Region Makedonien. Tsipouro wird aus den Pressrückständen (Rake, griechisch: ρακή) verschiedener weißer Rebsorten wie Roditis, Athiri und Assyrtiko zweimal (zuweilen dreimal) destilliert. Nach der ersten Destillation wird manchmal mit Anis aromatisiert. Auf der Mittelmeerinsel Kreta nennt man diese Spirituose Tsikoudia oder häufiger Rakí (nicht mit dem Türkischen Rakı zu verwechseln). Wichtige Produktionsstätte ist das Gebiet um Tyrnavos sowie Thessalien insgesamt.
Ein Getränk, das ähnlich wie Rakí oder Tsipouro destilliert ist, jedoch statt Anis mit Mastix, einem Baumharz, wird als Masticha verkauft – z. B. auf der Insel Chios. Fehlt der Wein, werden vergorene Feigen verwendet.